# Ría de Ribadeo
Ría de Ribadeo är en flodmynning i Spanien.   Den ligger i regionen Asturien, i den nordvästra delen av landet, 400 km nordväst om huvudstaden Madrid.